# ملح (كيمياء)
في الكيمياء، الملح أو المركب الأيوني هو مركب كيميائي يتكون من مجموعة من الأيونات المشحونة إيجابيا (كاتيونات) والأيونات المشحونة سلبًا (أنيونات)،[1] مما ينتج عنه مركب بدون شحنة كهربائية صافية (محايد كهربائيًا). يتم تثبيت الأيونات المكونة معًا بواسطة قوى كهروستاتيكية تسمى الروابط الأيونية.
يمكن أن تكون الأيونات المكونة في الملح إما غير عضوية، مثل الكلوريد (Cl−)، أو عضوية، مثل الأسيتات (CH3COO−
). يمكن أن يكون كل أيون أحادي الذرة (يسمى أيون بسيط)، مثل الفلوريد (F−)، والصوديوم (Na+) والكلوريد (Cl−) في كلوريد الصوديوم، أو متعدد الذرات، مثل الكبريتات (SO2−
4)، وأيونات الأمونيوم (NH+
4) والكربونات (CO2−
3) في كربونات الأمونيوم. تُصنف الأملاح التي تحتوي على أيونات أساسية هيدروكسيد (OH−) أو أكسيد (O2−) على أنها قواعد، على سبيل المثال هيدروكسيد الصوديوم.
عادةً ما يكون للأيونات الفردية داخل الملح العديد من الجيران القريبين، لذلك لا تُعتبر جزءًا من الجزيئات، بل جزءًا من شبكة ثلاثية الأبعاد مستمرة. عادةً ما تشكل الأملاح هياكل بلورية عندما تكون صلبة.

عادةً ما يكون للأملاح المكونة من أيونات صغيرة نقاط انصهار وغليان عالية، وهي صلبة وهشة. وباعتبارها مواد صلبة، فهي دائمًا عازلة للكهرباء تقريبًا، ولكن عند ذوبانها أو إذابتها تصبح موصلة للغاية، لأن الأيونات تصبح متحركة. تحتوي بعض الأملاح على كاتيونات كبيرة أو أنيونات كبيرة أو كليهما. من حيث خصائصها، غالبًا ما تكون هذه الأنواع أكثر تشابهًا مع المركبات العضوية.

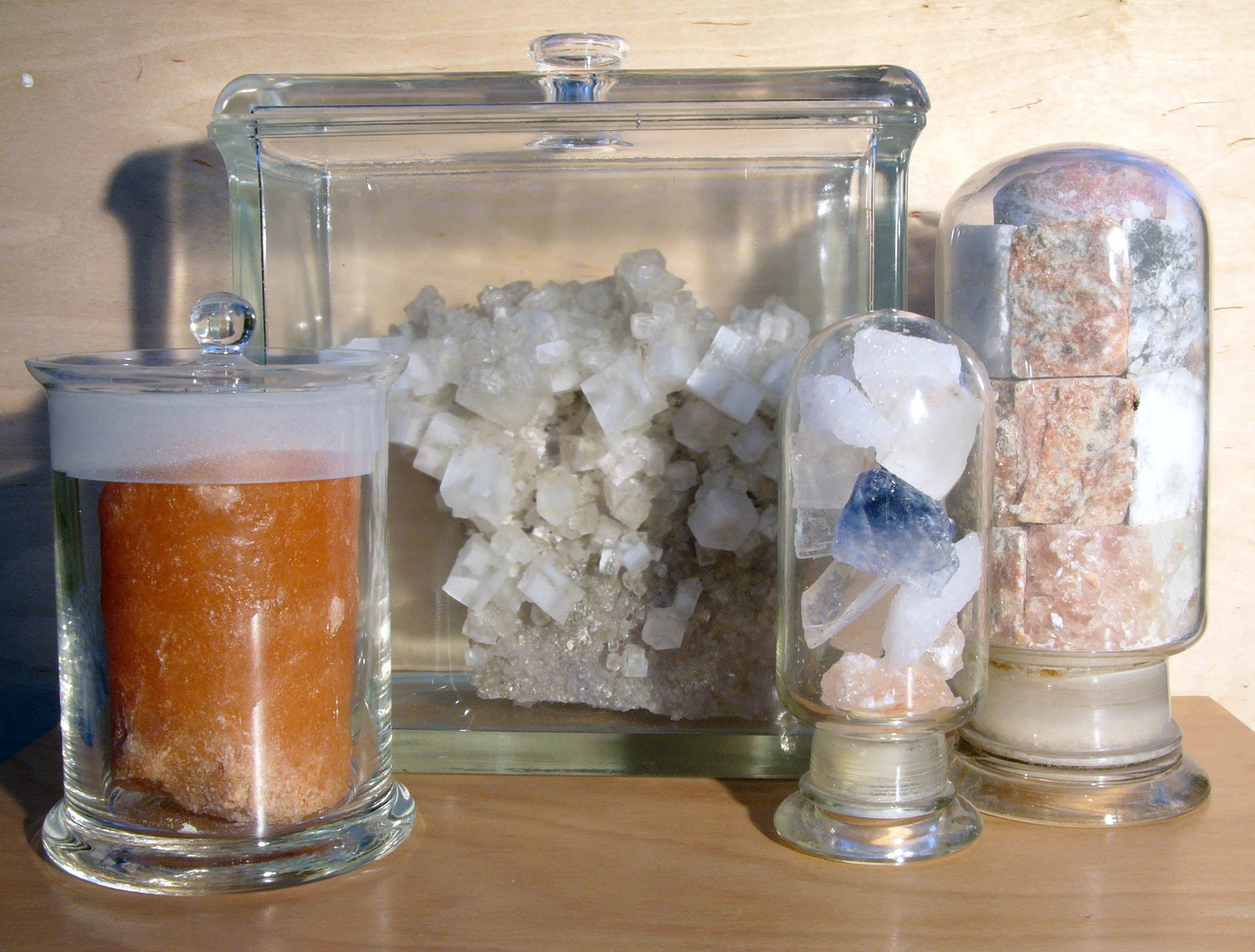
أملاح معدنية مختلفة

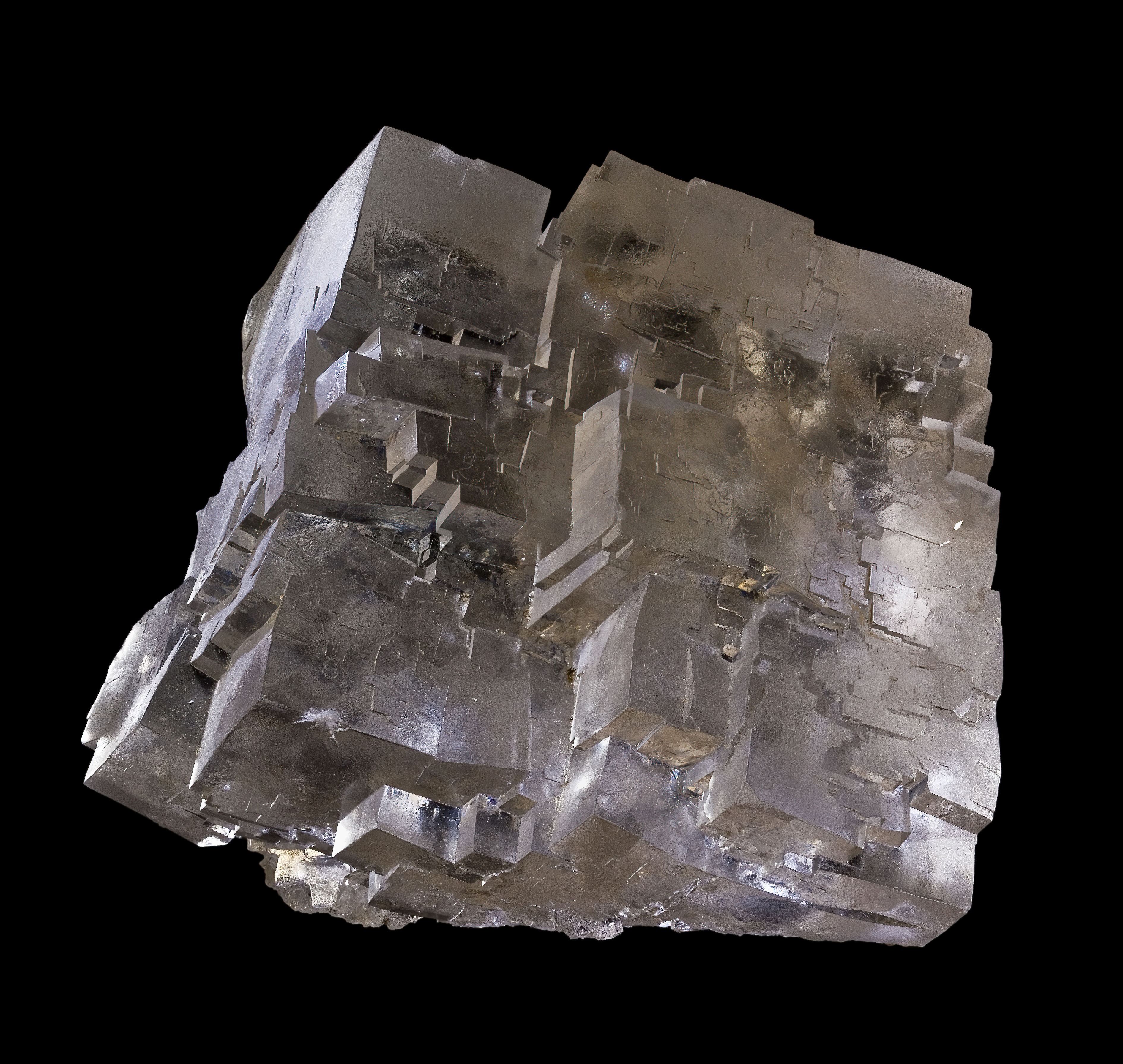
صورة مكبرة لكريستالة ملح

الملح في الكيمياء مركب كيميائي ينتج من تفاعل تعادل حمضي وقلوي بحيث يكون متعادلا كهربيًا الملح قد يكون مركب عضوي أو غير عضوي.

## خواص الأملاح
- لونها قد يكون شفافا (مثل ملح الطعام)، قاتما أو حتى معدنيا.

تعتمد خواص الملح على الحمض والقاعدة اللذان تكون منهما الملح وبالتالي تصنف الأملاح إلى:
1- أملاح متعادلة
2- أملاح حمضية
3- أملاح قاعدية
- طعمها قد يكون مالحا كما في ملح الطعام، سكري مثل أسيتات الرصاص السامة، حامض مثل بيكربونات البوتاسيوم، مر مثل كبريتات المغنيسيوم.
- ليس لها رائحة إذا كانت من مركبات الأحماض والقواعد القوية، وتكون لها بعض الرائحة إذا نتجت عن مركبات حامضية وقاعدية ضعيفة.
- وبعض أنواعها يوصل التيار الكهربائي عند ذوبانها في الماء لأنها تتحول إلى أيونات موجبة وأيونات سالبة، وتعتبر مواد كهرلية ومثال عليها ملح الطعام.

## تحضير الأملاح
يمكن تحضير الأملاح بطرق متعددة من أهمها:
- إزاحة الهيدروجين من حمض بواسطة فلز مثل تفاعل حمض هيدروكلوريك مع فلز الزنك (الخارصين) حيث يتشكل ملح كلوريد الزنك

Zn + 2HCl → ZnCl2 + H2
- الاتحاد المباشر بين فلز ولا فلز كما في تحضير كبريتيد الحديدوز.

Fe + S → FeS
- يزيح الحمض القوي الحمض الضعيف من أملاحه. على سبيل المثال حمض هيدروكلوريك أقوى من حمض الكربونيك، فيزيح حمض الكلور من الكربونات (أملاح حمض الكربونيك)، ويتشكل كلوريد الكالسيوم.

CaCO3 + 2HCl → CaCl2 +H2O + CO2
- تفاعل القواعد مع الاحماض مثل تفاعل حمض الهيدروكلوريك مع هيدروكسيد الصوديوم لتحضير كلوريد الصوديوم (ملح الطعام).

NaOH + HCl → NaCl + H2O